# Mi Hazánk Ifjai
A Mi Hazánk Ifjai a Mi Hazánk Mozgalom részeként működő tagozat, melynek feladata a Párt ifjúságpolitikai céljainak
képviselete, támogatása és megvalósítása.

## Története
2018. október 23-án, az 1956-os forradalom emléknapján a Mi Hazánk politikusai és egykori jobbikos politikusok a Corvin közben gyűlést tartottak, és megalapították a Mi Hazánk Ifjai nevű ifjúsági tagozatot. A szervezet 14 és 30 év közötti fiatalokból áll.

## Céljai
- Alapításukkor elfogadott, "A Mi Hazánk Ifjai Küldetésnyilatkozata" alapdokumentumban meghatározzák az ifjúsági tagozat küldetését, céljait.[3]
- A Mi Hazánk Ifjai céljai közé tartozik a fiatalok megszólítása, a kivándorlás és az illegális bevándorlás megakadályozása, fellépés a bűnözéssel szemben, az oktatás rendbetétele, a rendvédelem és a honvédelem erősítése, a prostitúció és az LMBTQ-propaganda azonnali betiltása.
- A Mi Hazánk Ifjai további célja, hogy a szomszédos országokban őshonos és a külföldre vándorolt fiatal magyarokat is megszólítsa, Trianoni évfordulója pedig gyásznappá legyen nyilvánítva.[4]

A Mi Hazánk Ifjai egy olyan ifjúsági közösség, amely a politikában és a Parlamentben képviseli a fiatalok érdekeit. Számos ifjúságpolitikai javaslatot juttattak már be az Országgyűlésbe a Mi Hazánk Mozgalom országgyűlési képviselőin keresztül. Céljuk ezen túl, hogy olyan jövőképet adjanak a magyar fiataloknak, amely a kivándorlás helyett itthon tudja őket tartani Magyarországon. Ehhez álláspontjuk szerint megfizethető lakhatásra van szükség, kiszámítható életkezdésre, amely a tisztességes béreken alapszik, valamint fontosnak tartják, hogy felhívják a figyelmet az egész Európát és benne Magyarországot érintő súlyos demográfiai válságra.

## Programjuk, politikai nyilatkozatok
Politikai programjuk elsősorban ifjúságpolitikai, oktatáspolitikai célokat, követeléseket tartalmaz.